# Интервенционизм (политика)

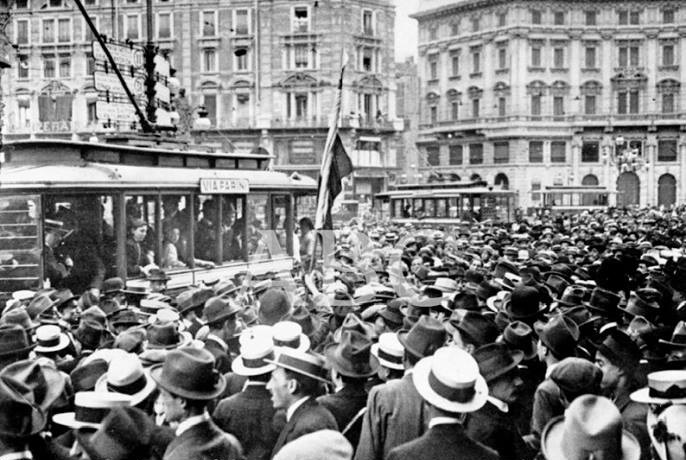
Демонстрация интервенционистов на площади Кордузио в Милане (1915)

Интервенциони́зм — термин, применительно к итальянской истории изначально обозначавший политические течения в итальянском обществе, выступающие за вступление Италии в Первую мировую войну. В обиходе это выражение позже приобрело более широкое значение, относящееся к вмешательству в любой вид войны (даже в «холодной» форме противостояния блоков) и даже в более общем смысле к политическому вмешательству в общественные сферы (экономический интервенционизм).

## Исторический контекст

Политическая карта Европы в 1914

В 1914 году, на начальном этапе Первой мировой войны, Италия была связана с державами Тройственного союза, Германией и Австро-Венгрией, но оборонительный характер пакта не предусматривал необходимости вступления в войну вместе с двумя союзниками. Более того, правительство Вены даже не посоветовалось с правительством Рима в связи с ультиматумом Сербии. Поэтому Италия на начальном этапе предпочла нейтралитет, учитывая также её скудную боевую готовность и предполагая, что её союзники в случае победы не предложили бы крупной компенсации за вмешательство государства второстепенного военного и политического значения в Тройственный союз. В Италии также были сильные ирредентистские настроения по отношению к территориям Трентино (ещё не Альто-Адидже) и Венеция-Джулия, всё ещё находившимся под властью Габсбургов. К этому добавились широко распространенные чувства симпатии к Антанте и тайному пакту с Францией, который сделал фактически недействительными соглашения с центральными державами.

### Нейтралисты
В этом контексте давление против начала войны было сильным. Большая часть правительства, начиная с Джованни Джолитти, бывшего председателя Совета министров, выстроилась на нейтралистской позиции: первоначально социалисты-реформисты калибра Иваноэ Бономи, Леонида Биссолати, тогдашний директор Avanti!, Бенито Муссолини (который вместо этого ссылался на максималистское крыло итальянского социализма) и большая часть католического фронта. По Джолитти война обошлась бы Италии слишком высокой ценой как в человеческом, так и в экономическом плане. Либералы Джолитти заняли предусмотрительную позицию, более направленную на предсказание изменений социального баланса, происходящих в результате войны, на католическом фронте позиции были более разнообразными: от фундаменталистской позиции до либерального государства, воодушевленного философской основой, которая описывал войну как божью кару за перерождение политических и социальных обычаев, к демократически-народным, интерпретировавшим далекие от войны нужды средних и бедных слоев. Кроме того, для католиков война означала бы конфликт против государства с великими католическими традициями: Австро-Венгерской империей. Наконец, для социалистов нейтралистская позиция была естественным следствием интернационалистской традиции пацифистского постоянства, но в Италии она приобрела несколько иной оттенок, основанный на формуле «ни примкнуть, ни саботировать», следуя которой они отошли от Второго интернационала, отказав Палате депутатов в одобрении военных кредитов. Социалисты также рассматривали войну как бизнес для богатых промышленников и производителей оружия.

### Интервенционалисты

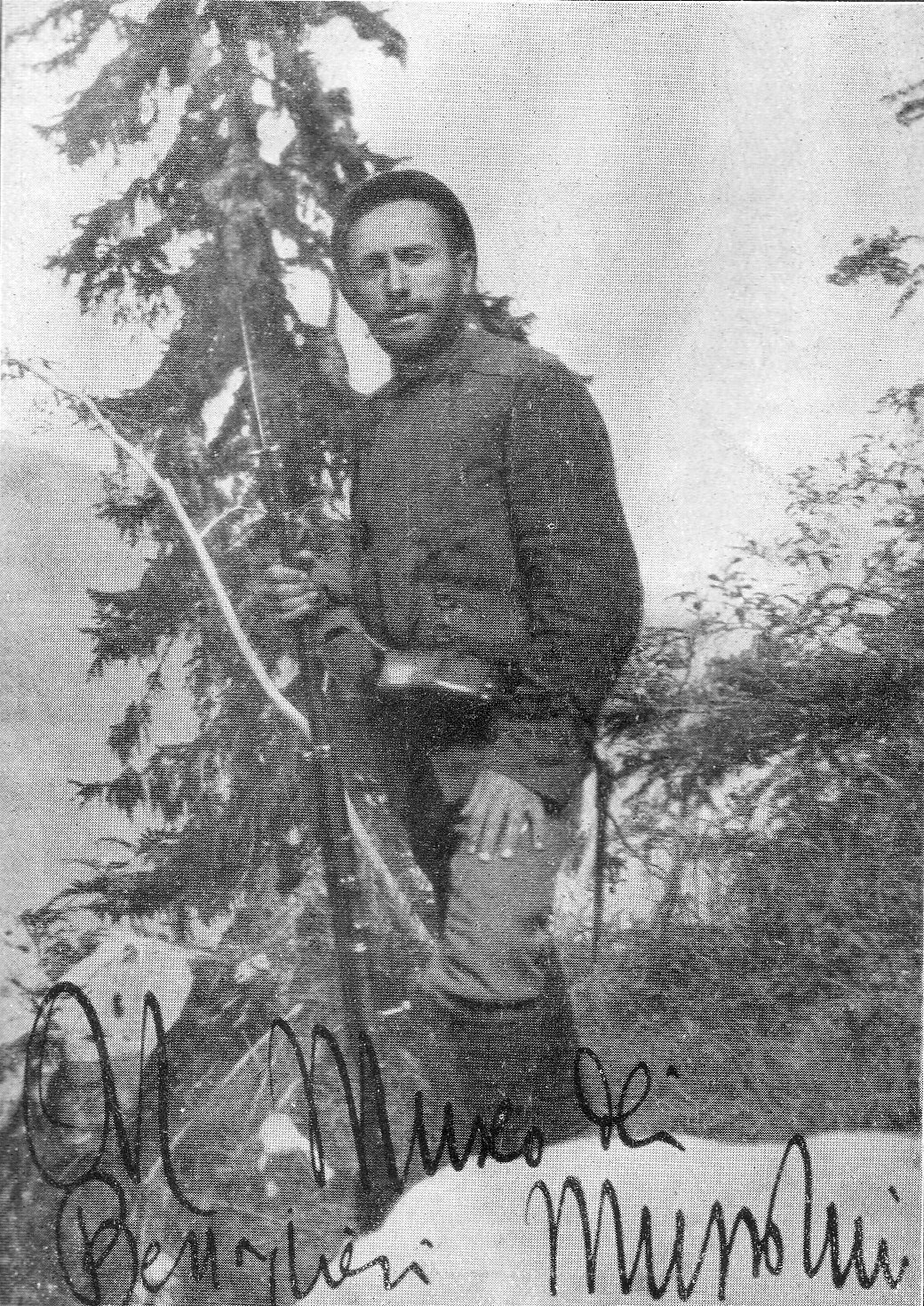
Бенито Муссолини в берсальерском мундире

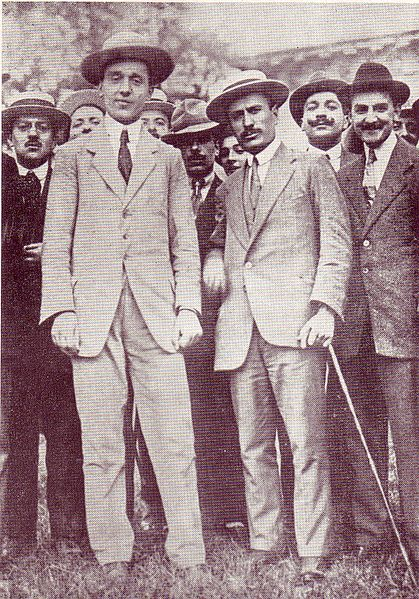
Филиппо Корридони (слева) вместе с Бенито Муссолини (справа) во время интервенционистской демонстрации весной 1915 года в Милане

Изначально более узкий интервенционистский фронт набрал популярность на широко распространённых антиавстрийских настроениях и на идее, что немецкая гегемония в Европе противостоит национальные интересам Италии. Помимо этого, среди националистов, организованных в Итальянскую националистическую ассоциацию (Энрико Коррадини, Луиджи Федерцони, Альфредо Рокко, Артуро Рокко, Франческо Коппола), которые поначалу также рассматривал гипотезу о вмешательстве на антифранцузской стороне, чтобы получить Ниццу, Корсику и Тунис.
Существовали идеи нео-рисорджименто с ирредентистский компонентом, который имел влиятельных представителей в лице генерала Витторио Италико Дзупелли, ветерана итало-турецкой войны и заместитель начальника штаба армии, а также военный министр в правительстве Саландры, Чезаре Баттисти, бывшем социалистическом парламентарие, а также Луиджи Дзильотто, Антонио Гроссич, Роберто Гиглианович и другие, которые рассматривали Великую войну как четвёртую войну за независимость Италии, необходимую отправную точку для борьбы за национальное единство, вмешиваясь в раскол между государством и средними и низшими социальными классами, возникший в результате процесса национального объединения.
Также были и либерально-национальные движения, представленные Антонио Саландрой, Сиднеем Соннино и прочими национально-либеральными группами.

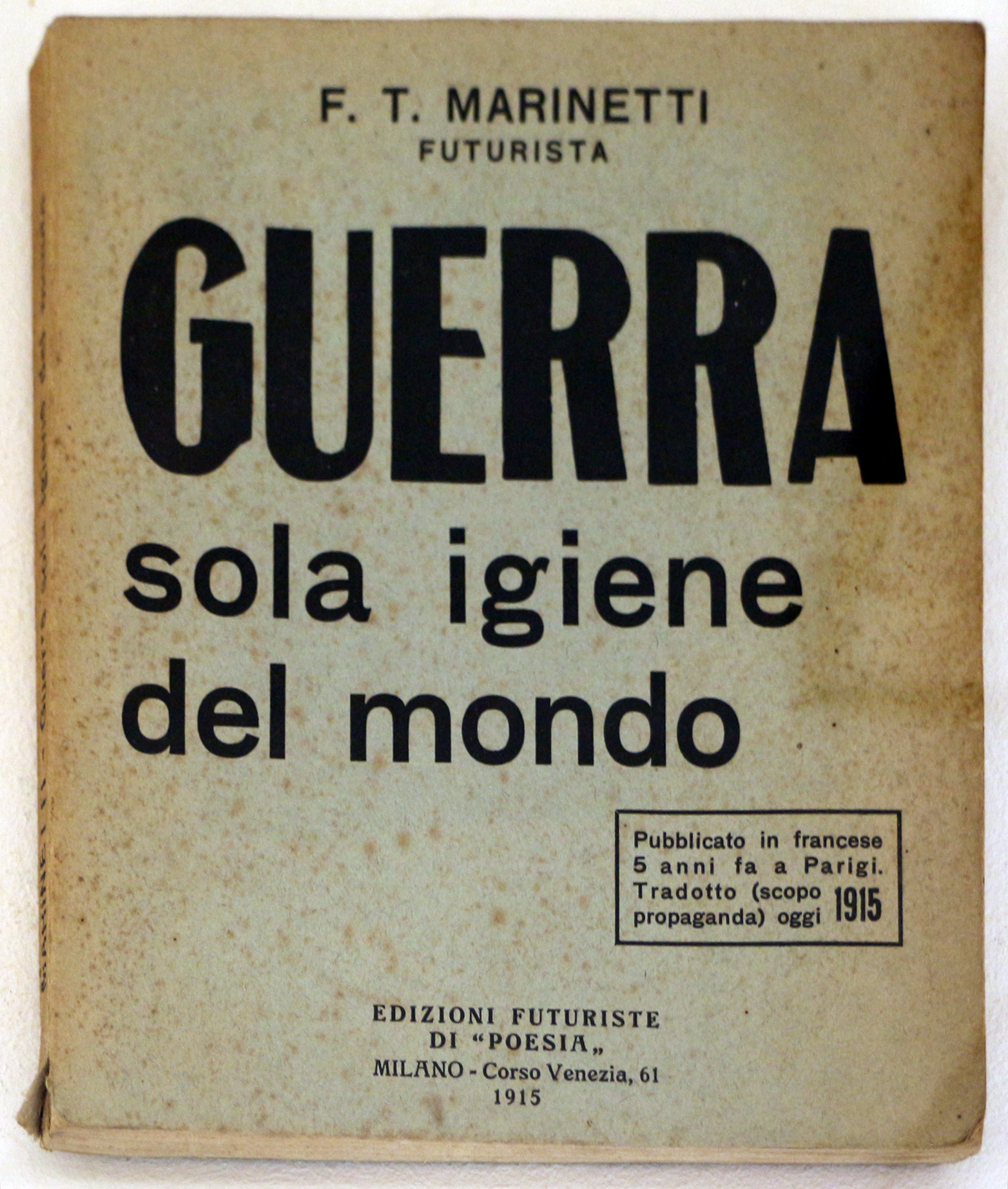
Филиппо Томмазо Маринетти, Война — единственная в мире гигиена

Существовало движение левого интервенционизма, состоящий из представителей революционного синдикализма, исключённых из Итальянского синдикального союза (USI) и возглавляемых Филиппо Корридони, Альцесте де Амбрисом и Артуро Лабриолой (последний надеялся, что война приведет к краху буржуазных режимов); Бенито Муссолини, исключённый из социалистической партии и из руководства Avanti!, и создавший новую газету Il Popolo d'Italia; и футуристы во главе с Филиппо Томмазо Маринетти и Умберто Боччони (которые пойдут добровольцами, верные своему манифесту, в котором война определялась как «единственная гигиена в мире»:
Мы хотим прославить войну — единственную в мире гигиену — милитаризм, патриотизм, разрушительный жест освободителя, прекрасные идеи, за которые умирают, и презрение к «покорной и боязливой» женщинеФилиппо Томмазо Маринетти, Манифест футуризма, Le Figaro, 20 февраля 1909 года
Позже к этому разрозненному массиву присоединился фронт демократических интервенционистов, от Леонида Биссолати до Гаэтано Сальвемини, от партии республиканцев до газеты Corriere della Sera под руководством Луиджи Альбертини.
Кроме того, среди прочих интервенционистов были Габриэле Д'Аннунцио (поэт, принадлежащий к литературному течению декадентства) Джованни Папини (служить не смог из-за серьёзных проблем со зрением), Джузеппе Преццолини, Арденго Соффичи, которые помимо активной пропаганды, также служили в качестве военных добровольцев.

### Вступление в войну
В 1915 году интервенционистский фронт занял в стране гораздо менее маргинальные позиции: высшее руководство правительства, убежденное в то время, что военное вмешательство может вернуть Италию к патриотическому порыву и национальному единству, но, прежде всего, что напряженность таким образом ослабит имел взрыв красной недели, последовательно оценивал возможность перехода на сторону Антанты.
Проведя переговоры как с другими сподвижниками Тройственного союза (обнаружив неготовность Австро-Венгрии к уступке невыкупленных земель Венеция-Джулия и Трентино), так и с Антантой (готовой, однако, взять на себя обязательство о почти полной реституции «Италии регионов, всё ещё находящихся под властью Австро-Венгрии»), 26 апреля 1915 года правительство Саландры решило подписать Лондонский договор, который в обмен на вступление в войну в течение месяца предоставлял Италии в случае победы Трентино, Альто-Адидже до перевала Бреннер, почти вся Венеция-Джулия (исключая Фиуме и восточные острова Кварнерского залива), северная Далмация, несколько островов в Адриатике, архипелаг Додеканес, база Влёра в Албании и угольное месторождение Анталья в Турции.
Поднялась оппозиция, требующая отставки правительства Саландры, но фактически была дезавуирована королевским домом, который снова доверил правительственную должность самому Саландре, тем самым одобрив Лондонский пакт и военное вмешательство. Таким образом, интервенционизм избрал уличный путь, а нейтралистский фронт отступил, и парламент оказался перед уже по-факту объявленной войной.
Окончательная победа интервенционизма произошла 20 мая 1915 года: Палата депутатов подавляющим большинством голосов (407 «за», 74 «против» и 1 воздержался) приписала правительству чрезвычайные полномочия, запрошенные Саландрой, за которыми на следующий день последовал Сенат королевства, где одобрение было почти единогласным (262 «да» и 2 «нет»).